# Eskilstuna (Gemeinde)
Koordinaten: 59° 22′ N, 16° 31′ O

Eskilstuna ist eine Gemeinde (schwedisch kommun) in der schwedischen Provinz Södermanlands län und der historischen Provinz Södermanland. Der Hauptort der Gemeinde ist Eskilstuna. Die vorherige Kleinstadt Torshälla hat als Ortsteil (Kommundel) und Titularstadt eine beschränkte Selbstverwaltung.

## Geographie
Die Gemeinde Eskilstuna liegt im Mälartal zwischen den Seen Mälaren und Hjälmaren, ihre Grenzen etwa die historische Landschaft Rekarne entsprechend. Sie grenzt im Norden an die Provinz Västmanlands län.

## Geschichte
Die Großgemeinde Eskilstuna wurde mit der großen schwedischen Gemeindereform 1971 gegründet, aus den vorherigen Gemeinden Hällby, Kafjärden, Västra Rekarne, Husby-Rekarne, Ärla und die Städte Eskilstuna und Torshälla, mit Eskilstuna als Amtssitz der Großgemeinde. Eine Spaltung der Gemeinde mit Eskilstuna bzw. Torshälla als Hauptorte wurde im Bürgerentscheid 2006 abgelehnt.

## Größte Orte
- Eskilstuna, 64.679 Einwohner (Dez. 2010)
- Torshälla, ca. 7.600 Ew. (Dez. 2010)